# ミッキー・ギャラガー
ミッキー・ギャラガー（Micky Gallagher、1945年10月29日 - ）はイギリスのキーボード奏者。イアン・デューリー&ザ・ブロックヘッズのメンバーとして有名で、ザ・クラッシュのアルバム3作に参加したことでも知られる。ハモンド・オルガンを専門とする。

## 来歴
ジ・アンノウンズのメンバーとして音楽のキャリアを開始。1965年にジ・アニマルズの創設メンバーアラン・プライスに代わって同バンドに加入した。その後チョーズン・フューを結成し、そこでアラン・ハル（後のリンディスファーンのメンバー）と一緒にプレイした。また、スキップ・ビファティ、ピーター・フランプトン、コーチーズとも共演している。
ギャラガーの音楽は1970年代のイアン・デューリー&ザ・ブロックヘッズのサウンドに大きな影響を与えた。ザ・クラッシュの有名なアルバム『ロンドン・コーリング』と『サンディニスタ!』や、ライヴにも参加している。クレジットには無いが、クラッシュのラスト・アルバム『カット・ザ・クラップ』にも参加した。
ギャラガーは映画 『エクストリームズ (Extremes)』(1971)、『アフター・ミッドナイト (After Midnight)』(1990)、およびブロードウェイの公演『シリアス・マネー』(1988)に音楽を提供した。
彼はまた、ポール・マッカートニー、ロビー・ウィリアムズ、デイヴ・スチュワート、アニー・レノックスのレコーディングやライヴにも参加している。
ギャラガーは現在ブロックヘッズでの活動をしながら、アニマルズのオリジナル・ドラマー、ジョン・スティールと共にジ・アニマルズ&フレンズでも活動している。